# Хосе Хоакін де Ольмедо
Хосе Хоакін де Ольмедо (ісп. José Joaquín de Olmedo; 20 березня 1780 — 19 лютого 1847) — еквадорський поет і політик, тимчасовий президент країни 1845 року.

## Життєпис
Навчався у Перу. Юнаком писав анакреонтичну й буколічну лірику, створив лірично-епічну поему «Перемога при Хуніні». «Пісня Болівару» (опублікована 1825 року) принесла йому широку відомість.
Брав активну участь у боротьбі за незалежність Еквадору.
9 жовтня 1820 року Ольмедо й патріоти, які його підтримували, проголосили незалежність Ґуаякіля від Іспанії. Ольмедо був єдиним президентом Вільної держави Ґуаякіль. Надалі та територія все ж була включена Симоном Боліваром до складу Великої Колумбії.
У 1830–1831 роках обіймав пост віце-президента Еквадору. Після усунення від влади президента Хуана Хосе Флореса у червні 1845 Хосе Хоакін де Ольмедо очолив тимчасовий уряд. Свій пост він залишив 8 грудня того ж року, передавши повноваження Вісенте Рамону Році.
На честь Хосе Хоакіна де Ольмедо названо футбольний клуб з міста Ріобамба, чемпіон Еквадору 2000 року.